# Sự chuyển mình hoa lệ
Sự chuyển mình hoa lệ (tiếng Anh: Limelight Years, tiếng Trung: 華麗轉身) là một bộ phim truyền hình Hồng Kông năm 2015 của giám chế Trang Vĩ Kiện do đài TVB sản xuất với sự tham gia của các diễn viên chính Uông Minh Thuyên, Lưu Tùng Nhân và Chung Gia Hân. Tại Việt Nam, bộ phim được phát sóng 22 tập từ ngày 1 tháng 5 đến ngày 26 tháng 5 năm 2015 trên kênh SCTV9.

## Phát sóng
| Kênh                                   | Địa điểm  | Ngày phát sóng đầu       | Thời gian phát sóng            |
| -------------------------------------- | --------- | ------------------------ | ------------------------------ |
| TVB Jade HD Jade                       | Hồng Kông | Ngày 27 tháng 4 năm 2015 | 20:30-21:30 từ thứ 2 đến thứ 6 |
| Astro AOD                              | Malaysia  | Ngày 27 tháng 4 năm 2015 | 20:30-21:15 từ thứ 2 đến thứ 6 |
| TVBJ                                   | Úc        | Ngày 27 tháng 4 năm 2015 | 23:30-00:30 từ thứ 2 đến thứ 6 |
| Hub VV Drama                           | Singapore | Ngày 14 tháng 8 năm 2015 | 20:00-21:00 từ thứ 2 đến thứ 6 |
| Astro Wah Lai Toi Astro Wah Lai Toi HD | Malaysia  | Ngày 24 tháng 3 năm 2016 | 20:30-21:30 từ thứ 2 đến thứ 6 |
| SCTV9                                  | Việt Nam  | Ngày 1 tháng 5 năm 2015  | 19:15-20:15 từ thứ 2 đến thứ 6 |

## Diễn viên

### Nhà họ Đường
| Diễn viên             | Nhân vật         | Biệt danh／Quan hệ |
| --------------------- | ---------------- | --- |
| Đặng Tử Phong         | Đường Sĩ Tiệp    | Ảnh đế Chồng cũ thứ hai của Hoa Phương Ngưng Cha của Đường Vinh, Đường Hân |
| Uông Minh Thuyên      | Hoa Phương Ngưng | Ca sĩ lừng danh có tầm ảnh hưởng lớn Từng phẫu thuật tim Mẹ của Phan Nam Tư, Đường Vinh, Đường Hân Oan gia với La Bân Hán, sau cả hai nảy sinh tình cảm Vợ cũ của Phan Thế Hòa, Đường Sĩ Tiệp Cấp trên cũ của Lam Đinh Nhã, xảy ra mâu thuẫn, sau hòa giải Cấp trên của Tư Đồ Địch Địch, sau trở thành nghệ sĩ trực thuộc Thần tượng của Minh Hà Lợi dụng Châu Thuấn Lang, Văn Truyền |
| Vương Tử Hiên         | Đường Vinh       | Vince Con trai của Đường Sĩ Tiệp, Hoa Phương Ngưng Anh trai của Đường Hân Em trai cùng mẹ khác cha của Phan Nam Tư Tập 15 bệnh chết |
| Lâm Nhị Nặc (lúc nhỏ) | Đường Hân        | Yanto Huấn luyện viên yoga Con gái của Đường Sĩ Tiệp, Hoa Phương Ngưng Em gái của Đường Vinh Em gái cùng mẹ khác cha kiêm bạn tốt của Phan Nam Tư |
| Sầm Lệ Hương          | Đường Hân        | Yanto Huấn luyện viên yoga Con gái của Đường Sĩ Tiệp, Hoa Phương Ngưng Em gái của Đường Vinh Em gái cùng mẹ khác cha kiêm bạn tốt của Phan Nam Tư |

### Nhà họ Phan
| Diễn viên        | Nhân vật         | Biệt danh／Quan hệ |
| ---------------- | ---------------- | --- |
| Phan Chí Văn     | Phan Thế Hòa     | Chồng cũ thứ nhất của Hoa Phương Ngưng Cha của Phan Nam Tư |
| Uông Minh Thuyên | Hoa Phương Ngưng | Vợ cũ của Phan Thế Hòa, Đường Sĩ Tiệp Mẹ của Phan Nam Tư, Đường Vinh, Đường Hân Xem lại Nhà họ Đường                                                                                             |
| Hạ Y             | Mary             | Vợ kế của Phan Thế Hòa Mẹ kế của Phan Nam Tư |
| Triệu Hy Lạc     | Phan Nam Tư      | Lancy Nhân viên cấp cao của khách sạn Con gái của Phan Thế Hòa, Hoa Phương Ngưng Chị gái cùng mẹ khác cha của Đường Vinh, Đường Hân Cấp dưới của Lại Ca Đốn Vợ chưa cưới của Melvin Mẹ của Chris |

### Nhà họ La
| Diễn viên                 | Nhân vật   | Biệt danh／Quan hệ |
| ------------------------- | ---------- | --- |
| Trương Ngạn Bác (Lúc trẻ) | La Bân Hán | La Bân Ông chủ của hiệu ảnh 「Lâu Thượng Ánh」 Chồng của Minh Hà Cha của La Tử Dự, La Tử Dĩnh Oan gia với Hoa Phương Ngưng, sau cả hai phát sinh tình cảm Bạn học cũ kiêm bạn tốt với Lại Ca Đốn, Lôi Tá Trị, có xích mích nhưng cuối cùng hòa giải |
| Lưu Tùng Nhân             | La Bân Hán | La Bân Ông chủ của hiệu ảnh 「Lâu Thượng Ánh」 Chồng của Minh Hà Cha của La Tử Dự, La Tử Dĩnh Oan gia với Hoa Phương Ngưng, sau cả hai phát sinh tình cảm Bạn học cũ kiêm bạn tốt với Lại Ca Đốn, Lôi Tá Trị, có xích mích nhưng cuối cùng hòa giải |
| Mễ Tuyết                  | Minh Hà    | Người Đài Loan bản địa Vợ đã mất của La Bân Hán Mẹ của La Tử Dự, La Tử Dĩnh Fan của Hoa Phương Ngưng Đã qua đời (Khách mời đặc biệt) |
| Huỳnh Tử Hằng             | La Tử Dự   | Famous Đạ diễn quảng cáo Con trai của La Bân Hán, Minh Hà Anh trai của La Tử Dĩnh Bạn trai của Alice |
| Huỳnh Tâm Dĩnh            | La Tử Dĩnh | Wing Wing Con gái của La Bân Hán, Minh Hà Em gái của La Tử Dự Chết trong một vụ tai nạn xe hơi khi còn nhỏ Xuất hiện trong ảo giác của La Bân Hán                                                                                                   |

### Nhà họ Tư Đồ
| Diễn viên     | Nhân vật        | Biệt danh／Quan hệ |
| ------------- | --------------- | --- |
| Phương Y Kỳ   |                 | Mẹ của Tư Đồ Địch Địch, Tư Đồ Bang Bang Em gái của Châu Thuấn Lang |
| Chung Gia Hân | Tư Đồ Địch Địch | Con gái của nhân vật do Phương Y Kỳ đóng Cháu gái của Châu Thuấn Lang Trợ lý của Hoa Phương Ngưng, sau này trở thành quản lý Oan gia với Tang Thượng Hằng và bị anh ta lợi dụng, sau trở thành bạn gái, cuối cùng chia tay nhưng vẫn còn yêu |
| Ôn Gia Vĩ     | Tư Đồ Bang Bang | Con trai của nhân vật do Phương Y Kỳ đóng Cháu trai của Châu Thuấn Lang Em trai của Tư Đồ Địch Địch |

### Các nhân vật khác
| Diễn viên                 | Nhân vật            | Biệt danh／Quan hệ |
| ------------------------- | ------------------- | --- |
| Phương Lực Thân           | Tang Thượng Hằng    | Sean Nhà văn, người quay video đăng lên mạng Bạn trai cũ của Mã Tổ Liên Na (Majorina) Oan gia với Tư Đồ Địch Địch, sau trở thành bạn trai, cuối cùng chia tay nhưng vẫn còn yêu Bạn tốt của Tất Địa Đặc, xảy ra xích mích, sau hòa giải Sáng tác sách mới dựa trên bản thân của Hoa Phương Ngưng Giám đốc sáng tạo của Hoa Phương Ngưng |
| Trạch Uy Liêm             | Tất Địa Đặc         | Buddy Bạn tốt của Tang Thượng Hằng, xảy ra xích mích, sau hòa giải Quản lý trang mạng Có hảo cảm với Tư Đồ Địch Địch |
| Nguyễn Hạo Tông (Lúc trẻ) | Lôi Tá Trị          | George Bạn học cũ kiêm bạn tốt với Lại Ca Đốn, La Bân Hán, có xích mích nhưng cuối cùng hòa giải Giúp đỡ La Bân Hán |
| Lý Thành Xương            | Lôi Tá Trị          | George Bạn học cũ kiêm bạn tốt với Lại Ca Đốn, La Bân Hán, có xích mích nhưng cuối cùng hòa giải Giúp đỡ La Bân Hán |
| Lý Nhật Thăng (Lúc trẻ)   | Lại Ca Đốn          | Gordon Chủ tịch Tập đoàn đa quốc gia / Chủ khách sạn Nghi Lan Bạn học cũ kiêm bạn tốt với Lôi Tá Trị, La Bân Hán, có xích mích nhưng cuối cùng hòa giải Chung tình với Hoa Phương Ngưng Cấp trên của Phan Nam Tư |
| Trương Quốc Cường         | Lại Ca Đốn          | Gordon Chủ tịch Tập đoàn đa quốc gia / Chủ khách sạn Nghi Lan Bạn học cũ kiêm bạn tốt với Lôi Tá Trị, La Bân Hán, có xích mích nhưng cuối cùng hòa giải Chung tình với Hoa Phương Ngưng Cấp trên của Phan Nam Tư |
| Trần Minh Ân              | Ái Lệ Tư            | Alice Bạn gái và trợ lý cũ của La Tử Dự |
| Vương Quân Hinh           | Lam Đinh Nhã        | Lydia Ca sĩ Nghệ sĩ trực thuộc và là bạn gái của Diệp Giai Diệu Trợ lý cũ của Hoa Phương Ngưng |
| Trịnh Tử Thành            | Diệp Giai Diệu      | Giai gia Quản lý cũ của Hoa Phương Ngưng Quản lý và là bạn trai của Lam Đinh Nhã |
| Lý Bích Kỳ                | Mã Tổ Liên Na       | Marjorina Bạn gái cũ của Tang Thượng Hằng |
| Liêu Lệ Lệ                | Chị Nguyệt          | Người hầu của nhà Hoa Phương Ngưng |
| Huỳnh Gia Lạc             | Tiền Gia Minh       | Hôn phu của Tư Đồ Địch Địch, sau chia tay |
| Hà Tuấn Hiên              | Văn Lễ Thụ          | Nash Ông chủ công ty thu âm Con trai của Văn Truyền |
| Đặng Anh Mẫn              | Anh Đặng            | Giám đốc sáng tạo của Hoa Phương Ngưng, sau bị sa thải Tang Thượng Hằng |
| Phan Phương Phương        |                     | Luật sư Vợ của anh Đặng |
| Đặng Vĩnh Kiện            | Người điên bị bỏ tù | |
| Lâm Nguyệt                |                     | Người hòa âm Saxophone |
| Lưu Ôn Hinh               |                     | Người chơi đàn điện tử Bạn gái của Tiền Gia Minh |
| Quách Bá Vinh             |                     | Bạn trai của Marjorina |
| Trần Vĩ Kỳ                |                     | |
| Trương Cảnh Thuần         | Diamond             | Tài năng âm nhạc Thích Tư Đồ Địch Địch |
| Đường Phong               | Melvin              | Chồng chưa cưới của Phan Nam Tư |
| Lý Mạn Phân               | Teresa              | Sư phụ của Đường Hân |
| Kỷ Duệ Đằng               | Danny               | Nhân viên công ty Gordon Lễ tân ở sân bay Đài Loan đón Hoa Phương Ngưng, Tư Đồ Địch Địch, La Bân Hán |
| Huỳnh Hiểu Minh           | Lam Sơn             | |
| Trịnh Thứ Phong           |                     | Chủ nhà hàng |

### Khách mời đặc biệt
| Diễn viên      | Nhân vật        | Biệt danh／Quan hệ |
| -------------- | --------------- | --- |
| Chung Cảnh Huy | Văn Truyền      | Tước Sĩ Thầy kiêm quản lý cũ của Hoa Phương Ngưng, xảy ra xích mích, sau hòa giải Cha của Văn Lễ Thụ                                                                |
| Lưu Giang      | Châu Thuấn Lang | Tên giả là Cát Lang Người làm nhạc Em trai của nhân vật do Phương Y Kỳ đóng Cậu của Tư Đồ Địch Địch, Tư Đồ Bang Bang Người yêu cũ của Hoa Phương Ngưng, bị phản bội |

## Nhạc phim
| Ca khúc                        | Ca sĩ            | Lời            | Nhạc            | Đơn vị cung cấp ca khúc |
| ------------------------------ | ---------------- | -------------- | --------------- | ----------------------- |
| Sự chuyển mình hoa lệ 華麗轉身 | Uông Minh Thuyên | Trương Mỹ Hiền | Luân Vĩnh Lượng | Giải trí Tinh Mộng      |
| Ngân hà 銀河                   | Uông Minh Thuyên | Trương Mỹ Hiền | Luân Vĩnh Lượng | Giải trí Tinh Mộng      |
| Sân khấu lấp lánh 閃爍登場     | Uông Minh Thuyên | Trương Mỹ Hiền | Luân Vĩnh Lượng | Giải trí Tinh Mộng      |

- Ngày 18 tháng 5 năm 2015, Vương Tử Hiên phát hành bản tiếng Anh của bài hát Sự chuyển mình hoa lệ với tên Haven do chính anh tự viết lời.

## Ratings
| Tuần    | Tập     | Ngày phát sóng                            | Ratings trung bình | Ratings cao nhất |
| 1       | 1 - 5   | Ngày 27 tháng 4 - ngày 1 tháng 5 năm 2015 | 23 điểm            | 27 điểm          |
| 2       | 6－10   | Ngày 4 - 8 tháng 5 năm 2015               | 24 điểm            | 27 điểm          |
| 3       | 11－15  | Ngày 11 - 15 tháng 5 năm 2015             | 24 điểm            | 29 điểm          |
| 4       | 16－20  | Ngày 18 - 22 tháng 5 năm 2015             | 24 điểm            | 26 điểm          |
| 5       | 21 - 22 | Ngày 24 tháng 5 năm 2015                  | 24 điểm            | 29 điểm          |
| Cả phim | Cả phim | Cả phim                                   | 23.95 điểm         | 29 điểm          |

## Giải thưởng
| Uông Minh Thuyên | Sự chuyển mình hoa lệ | Đoạt giải |

| SG50: Giải thưởng Ngôi sao                              | Uông Minh Thuyên                                 | Đoạt giải |
| Phim truyền hình TVB được yêu thích nhất                | —                                                | Top 3     |
| Nữ diễn viên chính của TVB được yêu thích nhất          | Chung Gia Hân                                    | Top 3     |
| Nữ diễn viên chính của TVB được yêu thích nhất          | Uông Minh Thuyên                                 | Đoạt giải |
| Nữ nhân vật truyền hình TVB được yêu thích nhất         | Uông Minh Thuyên                                 | Đề cử     |
| Ca khúc chủ đề phim truyền hình TVB được yêu thích nhất | Uông Minh Thuyên (bài hát Sự chuyển mình hoa lệ) | Đề cử     |

| Phim truyền hình TVB được yêu thích nhất        | —                              | Top 3     |
| Nam diễn viên chính của TVB được yêu thích nhất | Lưu Tùng Nhân                  | Đề cử     |
| Nữ diễn viên chính của TVB được yêu thích nhất  | Uông Minh Thuyên               | Đề cử     |
| Nữ diễn viên chính của TVB được yêu thích nhất  | Chung Gia Hân                  | Top 3     |
| Nam diễn viên phụ của TVB được yêu thích nhất   | Phương Lực Thân                | Đề cử     |
| Nam nghệ sĩ TVB tiến bộ được yêu thích nhất     | Huỳnh Tử Hằng                  | Đề cử     |
| Nữ nghệ sĩ TVB tiến bộ được yêu thích nhất      | Huỳnh Tâm Dĩnh                 | Đề cử     |
| Nữ nghệ sĩ TVB tiến bộ được yêu thích nhất      | Triệu Hy Lạc                   | Đề cử     |
| Cặp đôi màn ảnh TVB được yêu thích nhất         | Phương Lực Thân, Chung Gia Hân | Đề cử     |
| Nhân vật truyền hình TVB được yêu thích nhất    | Uông Minh Thuyên               | Đề cử     |
| Nhân vật truyền hình TVB được yêu thích nhất    | Lưu Tùng Nhân                  | Đề cử     |
| Nhân vật truyền hình TVB được yêu thích nhất    | Chung Gia Hân                  | Đoạt giải |
| Nhân vật truyền hình TVB được yêu thích nhất    | Phương Lực Thân                | Đề cử     |

| Phim hay nhất                                                  | —                                                | Top 5     |
| Nam diễn viên chính xuất sắc nhất                              | Lưu Tùng Nhân                                    | Đề cử     |
| Nam nhân vật được yêu thích nhất                               | Lưu Tùng Nhân                                    | Đề cử     |
| Nữ diễn viên chính xuất sắc nhất                               | Uông Minh Thuyên                                 | Top 5     |
| Nữ diễn viên chính xuất sắc nhất                               | Chung Gia Hân                                    | Top 5     |
| Nữ nhân vật được yêu thích nhất                                | Chung Gia Hân                                    | Top 5     |
| Nữ nhân vật được yêu thích nhất                                | Uông Minh Thuyên                                 | Top 5     |
| Nam diễn viên phụ xuất sắc nhất                                | Trạch Uy Liêm                                    | Đề cử     |
| Nam diễn viên phụ xuất sắc nhất                                | Vương Tử Hiên                                    | Đề cử     |
| Nữ diễn viên phụ xuất sắc nhất                                 | Mễ Tuyết                                         | Top 5     |
| Nam diễn viên tiến bộ nhất                                     | Trạch Uy Liêm                                    | Đề cử     |
| Nam diễn viên tiến bộ nhất                                     | Huỳnh Tử Hằng                                    | Đề cử     |
| Nữ diễn viên tiến bộ nhất                                      | Huỳnh Tâm Dĩnh                                   | Đề cử     |
| Nữ nghệ sĩ phim truyền hình TVB được yêu thích nhất Trung Quốc | Chung Gia Hân                                    | Đoạt giải |
| Ca khúc chủ đề được yêu thích nhất                             | Uông Minh Thuyên (bài hát Sự chuyển mình hoa lệ) | Đề cử     |
| Ca khúc chủ đề được yêu thích nhất                             | Uông Minh Thuyên (bài hát Ngân hà)               | Đề cử     |
| Ca khúc chủ đề được yêu thích nhất                             | Uông Minh Thuyên (bài hát Sân khấu lấp lánh)     | Đề cử     |

## Quá trình sản xuất
- Ngày 3 tháng 6 năm 2014: Nghi thức bái thần bấm máy được bắt đầu lúc 12 giờ tại TVB City, Tướng Quân Áo.[3]
- Ngày 6 tháng 6 năm 2014: Quá trình quay phim chính thức bắt đầu.
- Ngày 14 tháng 6 năm 2014: Chung Gia Hân và Phương Lực Thân quay ngoại cảnh tại đường Perkins, Jardine's Lookout, Loan Tể.[4]
- Ngày 16 tháng 6 năm 2014: Chung Gia Hân, Phương Lực Thân và Trạch Uy Liêm quay cảnh cãi nhau ở Happy Valley, Đảo Hồng Kông.[5]
- Ngày 24 tháng 6 năm 2014: Uông Minh Thuyên quay ngoại cảnh tại Ma Tinh Lĩnh, Đảo Hồng Kông.
- Ngày 26 tháng 6 năm 2014: Chung Gia Hân, Uông Minh Thuyên, Lưu Tùng Nhân, Phương Lực Thân, Trương Quốc Cường, Lý Thành Xương quay cảnh trên thuyền.[6]
- Ngày 27 tháng 6 năm 2014: Chung Gia Hân và Phương Lực Thân quay cảnh tình tứ ở Trung Hoàn, Hồng Kông.
- Ngày 28 tháng 6 năm 2014: Chung Gia Hân quay ngoại cảnh tại lói vào Trung tâm mua sắm Lee Garden, Vịnh Đồng La.[7]
- Ngày 10 tháng 7 năm 2014: Lưu Tùng Nhân và Uông Minh Thuyên quay ngoại cảnh tại Findlay Path, Núi Thái Bình.
- Ngày 21 tháng 7 năm 2014: Lưu Tùng Nhân và Uông Minh Thuyên quay ngoại cảnh tại Bến tàu Khải Đức.
- Ngày 23 tháng 7 năm 2014: Quay một cảnh ca hát trong phim.
- Ngày 25 tháng 7 năm 2014: Uông Minh Thuyên và Phương Lực Thân quay ngoại cảnh tại Công viên núi Thái Bình.
- Ngày 29 tháng 7 năm 2014: Đoàn phim dựng một sân khấu tại Quảng trường Trung tâm Văn hóa để quay cảnh đại nhạc hội "Sự chuyển mình hoa lệ" của Hoa Phương Ngưng do Uông Minh Thuyên đóng. Cùng ngày, Lưu Tùng Nhân đến để tham quan.
- Ngày 31 tháng 7 năm 2014: Lưu Tùng Nhân và Uông Minh Thuyên quay ngoại cảnh tại Hành lang Bờ biển Tây Cống (Sai Kung Waterfront Promenade).
- Ngày 9 tháng 8 năm 2014: Lưu Tùng Nhân, Uông Minh Thuyên và Trương Quốc Cường quay ngoại cảnh tại đỉnh núi Đại Mạo Sơn.
- Ngày 17 tháng 8 năm 2014: Hoàn thành quá trình quay ngoại cảnh ở Hồng Kông, cùng ngày, đoàn phim đến Đài Loan để quay ngoại cảnh. Vì Chung Gia Hân đang tham dự một sự kiện ở Hoa Kỳ nên cô sẽ đến Đài Loan để quay sau. Vì Uông Minh Thuyên tổ chức buổi hòa nhạc vào ngày 5 và 6 tháng 9 nên cô đã rời đi sớm vào ngày 2 tháng 9 cùng với bạn diễn Triệu Hy Lạc. Đoàn phim dự kiến sẽ trở về Hồng Kông vào ngày 6 tháng 9.
- Ngày 4 tháng 9 năm 2014: Chung Gia Hân và Phương Lực Thân quay ngoại cảnh tại Trung tâm thương mại quận Tín Nghĩa, Đài Bắc.
- Ngày 5 tháng 9 năm 2014: Hoàn thành toàn bộ quá trình quay phim.
- Ngày 21 tháng 4 năm 2015: Đoàn phim tổ chức "Đêm hội Sân khấu lấp lánh" vào lúc 20 giờ tại Music Zone@E-Max, Trung tâm triển lãm và thương mại quốc tế Vịnh Cửu Long.
- Ngày 26 tháng 4 năm 2015: Đoàn phim tổ chức "Hội công chiếu Hoa Lệ Hối Ảnh" vào lúc 19 giờ tại quảng trường Trung tâm tầng hầm, Trung tâm triển lãm và thương mại quốc tế Vịnh Cửu Long.
- Ngày 1 tháng 5 năm 2015: Đoàn phim tổ chức hoạt động tuyên truyền "Hoa Lệ Hôn Lễ" vào lúc 14 giờ tại White Chapel, Vịnh Du Cảnh, Đại Tự Sơn.
- Ngày 13 tháng 5 năm 2015: Đoàn phim tổ chức hoạt động tuyên truyền "Chuyển sang tầm cao mới" vào lúc 13 giờ tại tầng 2 Crowne Plaza Hong Kong Kowloon East an IHG Hotel, Tướng Quân Áo.
- Ngày 18 tháng 5 năm 2015: Đoàn phim tổ chức hoạt động tuyên truyền "Hoa Lệ Khánh Đoàn Viên" vào lúc 13 giờ tại Super Star Seafood Restaurant, cửa hàng số 123 tầng 1 Trung tâm mua sắm Tướng Quân Áo, số 9 đường Tong Tak, Tướng Quân Áo, Hồng Kông.

## Thông tin thêm
- Bộ phim giúp Uông Minh Thuyên trở thành nữ diễn viên Hồng Kông đầu tiên vừa đóng vai chính vừa kiêm vai trò ca sĩ hát ca khúc chủ đề, ca khúc kết thúc và ca khúc đệm trong một bộ phim truyền hình TVB.
- Bộ phim là tác phẩm diễn xuất cuối cùng của Lưu Tùng Nhân tại TVB trước khi nghỉ hưu, cũng là lần hợp tác thứ năm của ông với Trương Quốc Cường sau phim Đội hành động liêm chính 2000, Hành trình hái sao, Ván bài gia nghiệp và Tiêm hành truy kích.
- Bộ phim là lần hợp tác thứ hai giữa Lưu Tùng Nhân và Uông Minh Thuyên sau phim Câu chuyện của ngày xưa
- Bộ phim là tác phẩm cuối trước khi rời TVB của biên thẩm Âu Quán Anh.